# Campero malagueño
El campero malagueño o campero es un bocadillo típico de la ciudad andaluza de Málaga y también extendido por Ceuta. Con orígenes que se remontan a los años 50, se trata de un plato que se popularizó en la década de 1980 compuesto por un mollete de pan antequerano de forma circular al cual se le introduce de forma estándar jamón york, queso, lechuga, tomate y mayonesa. Seguidamente todo el conjunto se calienta mediante una plancha de tipo grill. Dadas las dimensiones de la pieza, tras prepararse el campero suele dividirse en dos.
Existen variantes del campero, consistentes en agregar otros complementos como pechuga de pollo, atún, o incluso alioli. La receta original, que también incluía ketchup y mostaza, se le atribuye Miguel Berrocal Márquez, fundador de la hamburguesería malacitana "Los Panini", aunque de forma autoproclamada.
A día de hoy siguen existiendo dudas sobre su origen, tanto en año como en autoría. Desde que se popularizó el campero es un común denominador dentro de las cartas de cualquier hamburguesería o cafetería de la Costa del Sol, demandado por su precio asequible y gusto.